# Cao Văn Viên
Cao Văn Viên (1921-2008) nguyên là một tướng lĩnh Bộ binh của Quân lực Việt Nam Cộng hòa, cấp bậc Đại tướng. Ông xuất thân từ trường Võ bị Địa phương do Chính quyền Thuộc địa Pháp mở ra ở miền Đông Nam Bộ, nhằm đào tạo sĩ quan người bản xứ để phục vụ cho Quân đội Liên hiệp. Hầu hết thời gian tại ngũ, ông được đảm trách những chức vụ chuyên về lĩnh vực Tham mưu. Là một trong 5 quân nhân được thăng cấp Đại tướng của Việt Nam Cộng hòa. Ông cũng là người giữ chức vụ Tổng Tham mưu trưởng Quân lực Việt Nam Cộng hòa trong thời gian lâu nhất (1965-1975).

## Tiểu sử và Binh nghiệp
Ông sinh ngày 11 tháng 1 năm 1921 tại Viêng Chăn, Lào trong một gia đình thương nhân gốc quận Đông Anh tỉnh Kinh Bắc gần gũi với dòng họ Cao Bá Quát (nay là huyện Đông Anh thành phố Hà Nội), có mức sống tương đối sung túc. Thời niên thiếu ông được học cấp Tiểu học và Trung học theo giáo trình Pháp tại Vientiane. Năm 1942 ông tốt nghiệp Trung học phổ thông với văn bằng Tú tài toàn phần (Part II). Sau đó ông được bổ dụng làm công chức tại Pakxe, Nam Lào. Đầu năm 1949 ông theo cha mẹ trở về Việt Nam.

### Quân đội Liên hiệp Pháp
Đầu năm 1949, sau khi hồi hương, ông nhập ngũ vào Quân đội Liên hiệp Pháp, được cử theo học khóa đào tạo sĩ quan người Việt tại trường Võ bị Địa phương ở Vũng Tàu (Cap Saint Jacques). Cuối năm mãn khóa tốt nghiệp Thủ khoa với cấp bậc Thiếu úy. Ra trường, ông được phục vụ trong một đơn vị Bộ binh.

### Quân đội Quốc gia Việt Nam
Năm 1951, chuyển biên chế sang Quân đội Quốc gia, ông được thăng cấp Trung úy và được cử theo học lớp Chỉ huy chiến thuật tại Trung tâm Huấn luyện Chiến thuật Hà Nội. Đầu năm 1952 ông được cử làm Trưởng phòng 2 (Tình báo) trong Bộ Chỉ huy Khu chiến Hưng Yên do Đại úy Dương Quý Phan làm Chỉ huy trưởng. Giữa năm, ông được thăng cấp Đại úy và được cử làm Tiểu đoàn trưởng Tiểu đoàn 10 Việt Nam. Đầu năm 1954 đổi sang làm Trưởng phòng 3 (Hành quân) Khu chiến Hưng Yên. Tháng 7 năm 1954, di chuyển vào Nam đến tháng 3 năm 1955 ông được thăng cấp Thiếu tá và được cử làm Trưởng phòng 4 (Tiếp vận) tại Bộ Tổng tham mưu Quân đội Quốc gia.

### Quân đội Việt Nam Cộng hòa
Cuối tháng 10 năm 1955, sau khi Chính thể Việt Nam Cộng hòa hình thành, ông được cử làm Tùy viên Quân sự Đại sứ quán Việt Nam Cộng hòa tại thủ đô Washington, D.C., Hoa Kỳ. Đầu năm 1956 ông được triệu hồi về nước tiếp tục phục vụ tại Bộ Tổng Tham mưu. Tháng 6 cùng năm ông được cử tu nghiệp khóa Tham mưu cao cấp tại Học viện Chỉ huy và Tham mưu Fort Leavenworth, Kansas, Hoa Kỳ. Đầu tháng 5 năm 1957 tốt nghiệp về nước, ông được bổ nhiệm làm Tham mưu trưởng Biệt bộ Tham mưu tại Phủ Tổng thống. Năm 1958 ông được thăng cấp Trung tá nhiệm chức.

### Đứng ngoài các cuộc đảo chính
Trong cuộc đảo chính 1960, ông bị lực lượng đảo chính của Đại tá Nguyễn Chánh Thi bắt giữ và được thả ra sau khi cuộc đảo chính hoàn toàn thất bại. Ngay sau đó, ông được Tổng thống Ngô Đình Diệm bổ nhiệm làm Tư lệnh Lữ đoàn Nhảy dù thay thế Đại tá Nguyễn Chánh Thi đã đào thoát sang Campuchia. Cuối năm ông được thăng cấp Đại tá nhiệm chức.
Đến khi cuộc đảo chính 1963 nổ ra, ông là một trong những số ít sĩ quan cao cấp trung thành với Tổng thống Ngô Đình Diệm, kiên quyết không đứng về phe đảo chính do các tướng lĩnh Dương Văn Minh, Trần Văn Đôn, Tôn Thất Đính, Mai Hữu Xuân, Lê Văn Kim tiến hành. Vì vậy ông bị các tướng lĩnh tước quyền chỉ huy Lữ đoàn Nhảy dù, phải bàn giao cho Trung tướng Lê Văn Nghiêm. Tuy nhiên do sự can thiệp của tướng Tôn Thất Đính nên ông chỉ bị cách ly mà không rơi vào số phận bi thảm như các Đại tá Hồ Tấn Quyền, Lê Quang Tung. Sau 1 tuần lễ ông được phục hồi chức vụ Tư lệnh Lữ đoàn Dù.
Sau khi tướng Nguyễn Khánh thực hiện cuộc Chỉnh lý để giành quyền lãnh đạo, để tranh thủ sự ủng hộ của các sĩ quan trẻ, ngày 3 tháng 3 năm 1964, tướng Khánh đã thăng đặc cách cho ông tại mặt trận lên cấp Thiếu tướng nhiệm chức (ông bị thương trong cuộc hành quân Quyết Thắng tại Hồng Ngự, Kiến Phong). Ông là vị Đại tá cuối cùng được thăng cấp Thiếu tướng trước khi Việt Nam Cộng hòa đặt ra quy chế phong Đại tá lên Chuẩn tướng.
Tháng 9 năm 1964 ông được tướng Khánh cử vào chức vụ Tham mưu trưởng Liên quân tại Bộ Tổng tham mưu, sau khi bàn giao chức vụ Tư lệnh Lữ đoàn nhảy dù lại cho cấp phó là Đại tá Dư Quốc Đống. Ngày 12 tháng 10 ông bàn giao chức vụ Tham mưu trưởng lại cho Trung tướng Trần Văn Minh (Minh nhỏ) để đi giữ chức vụ Tư lệnh Quân đoàn III và Vùng 3 Chiến thuật thay thế Trung tướng Trần Ngọc Tám. Đến tháng 2 năm 1965 tướng Khánh bị nhóm các tướng trẻ gạt bỏ khỏi chính quyền và ngày 11 tháng 10 cùng năm, ông được lệnh bàn giao Quân đoàn III lại cho Thiếu tướng Nguyễn Bảo Trị. Ngay sau đó ông được thăng cấp Trung tướng và được bổ nhiệm vào chức vụ Tổng Tham mưu trưởng (trước đó, chức vụ này do Tổng trưởng Quốc phòng là Trung tướng Nguyễn Hữu Có kiêm nhiệm).
Ngày 14 tháng 9 năm 1966, ông kiêm nhiệm Tư lệnh Hải quân thay thế Hải quân Đại tá Trần Văn Phấn. Hơn một tháng sau, ngày 31 tháng 10, ông bàn giao chức vụ Tư lệnh Hải quân lại cho Hải quân Đại tá Trần Văn Chơn. Ngày 28 tháng 1 năm 1967 ông kiêm nhiệm chức vụ Tổng trưởng Quốc phòng thay Trung tướng Nguyễn Hữu Có, cũng chính là người tiền nhiệm của ông trong vị trí Tổng Tham mưu trưởng, bị bãi chức trong khi đang đi công du tại Đài Loan. Cũng vào thời điểm này, ngày 2 tháng 4 ông được thăng cấp Đại tướng. Ngày 7 tháng 11 cùng năm, bàn giao chức vụ Tổng trưởng Quốc phòng lại cho Trung tướng Nguyễn Văn Vỹ. Năm 1972 Hội đồng Nội các quyết định chức vụ Tổng Tham mưu trưởng được xếp ngang hàng với Tổng trưởng và được dự họp trong Hội đồng Nội các.
- Bộ Tổng tham Quân lực VNCH vào thời điểm cuối tháng 4 năm 1975, nhân sự trong Bộ được phân bổ trách nhiệm như sau:
-Tổng tham mưu trưởng: Đại tướng Cao Văn Viên
-Tổng tham mưu phó: Trung tướng Nguyễn Văn Mạnh kiêm Tư lệnh Địa phương quân và Nghĩa quân
-Tham mưu trưởng: Trung tướng Đồng Văn Khuyên kiêm Tổng cục trưởng Tiếp vận
-Phụ tá Tổng tham mưu trưởng: Trung tướng Lê Nguyên Khang Đặc trách Hành quân
-Tổng cục trưởng Quân huấn: Trung tướng Nguyễn Bảo Trị
-Tổng cục trưởng Chiến tranh Chính trị: Trung tướng Trần Văn Trung
-Phụ tá Tham mưu trưởng: Thiếu tướng Đoàn Văn Quảng
-Tham mưu phó Nhân viên: Thiếu tướng Nguyễn Xuân Trang
-Trưởng phòng 3: Chuẩn tướng Trần Đình Thọ
-Trưởng phòng 7: Chuẩn tuóng Phạm Hữu Nhơn
-Chánh văn phòng: Đại tá Nguyễn Kỳ Nguyện[16]
-Trưởng phòng 1: Đại tá Lại Đức Chuẩn[17]
-Trưởng phòng 2: Đại tá Hoàng Ngọc Lung[18]
-Trưởng phòng 5: Đại tá Lê Ngọc Định[19]
-Trưởng phòng 6: Đại tá Lê Hữu Tiền[20]
-Trưởng phòng Tổng quản trị: Đại tá Trần Văn Thân[21]
-Chỉ huy trưởng Tổng Hành dinh: Đại tá Trần Văn Thăng[22]

## Năm 1975
Trước sức ép mãnh liệt của dư luận và áp lực quân sự của quân Giải phóng, ngày 21 tháng 4 Tổng thống Nguyễn Văn Thiệu phải từ chức. Không lâu sau đó, nhận thấy tình hình là vô vọng, Tướng Cao Văn Viên cũng từ nhiệm vào ngày 27 tháng 4 và xin giải ngũ (đã có quyết định chính thức của tân Tổng thống Trần Văn Hương). Ông giao lại cho Trung tướng Đồng Văn Khuyên xử lý thường vụ Tổng Tham mưu trưởng và ngày 28 tháng 4 đem theo gia đình cùng với gia đình cựu Tổng thống Thiệu lên máy bay di tản đến Đài Loan. Sau đó được sang Hoa Kỳ định cư. Sau khi phu nhân qua đời và không lâu sau đó người con trai duy nhất cũng chết yểu, ông sống bình lặng tại Quận Arlington, Virginia. Thời gian cuối đời ông sống ở viện dưỡng lão.
Ngày 22 tháng 1 năm 2008, ông từ trần tại nơi định cư, hưởng thọ 86 tuổi.

## Huy chương
- Huy chương Việt Nam Cộng hòa:
-Bảo quốc Huân chương đệ Nhị đẳng (ân thưởng)
-Nhiều Huy chương quân sự và dân sự khác
- Huy chương ngoại quốc:
-Silver Star USA (Huy chương sao bạc của Hoa Kỳ)
-Legion of Merit USA (Huy chương quân đoàn của Hoa Kỳ)
-In Hun (Huy chương cao quý của Đại Hàn)

## Tác phẩm
-Reflections of the Vietnam War, New York, Hoa Kỳ Army Center of Military History, 1980 (đồng tác giả với cựu Trung tướng Đồng Văn Khuyên).
- The Final Collapse, Washington, D.C., Hoa Kỳ Army Center of Military History, 1982.
- Những ngày cuối của Việt Nam Cộng hòa.

## Nhận xét
Trong suốt thời gian giữ chức vụ Tổng Tham mưu trưởng, ông được đánh giá là một tướng lĩnh có tài và không liên quan đến các hoạt động chính trị. Tuy nhiên, ông cũng bị đánh giá là một người an phận và không muốn tạo trách nhiệm.
Hồi ký "Việt Nam Nhân Chứng" của tướng Trần Văn Đôn viết:
"Có lần ông Thiệu than phiền ông Cao Văn Viên không làm việc nhiều. Ông Thiệu nhờ tôi nói với Đại tướng Viên, Tổng Tham mưu trưởng, về việc ông này cứ ở mãi Tổng Tham mưu làm việc, không chịu đi ra ngoài, ông Viên trả lời: Tôi đã xin từ chức mấy lần mà ông Thiệu không chấp nhận nên tôi cứ ở văn phòng làm việc mà thôi!"
Trong hồi ký "Đôi dòng ghi nhớ" của cựu Đại tá Phạm Bá Hoa nguyên Chánh Văn phòng Tổng Tham mưu trưởng, cũng nhận xét là trong gần 9 năm rưỡi giữ chức Tổng Tham mưu trưởng, ông không thực sự làm hết trách nhiệm, đến văn phòng cho có lệ, ít ra chiến trường, đặc biệt là vào những năm 1973-1975, ông chỉ còn chú trọng nhiều đến việc tập luyện Yoga và thậm chí, ghi danh vào Đại học để lấy bằng Cử nhân Văn chương Pháp tại Đại học Văn khoa Sài Gòn ngoài giờ làm việc.
Lý giải sự việc này, theo cuộc phỏng vấn của Lý Thanh Tâm tháng 12 năm 2004, ông cho rằng do Tổng thống Thiệu, với tư cách Tổng Tư lệnh Quân đội, đã tập trung hết quyền binh trong tay, đã cho đặt một hệ thống máy truyền tin tại dinh Độc Lập để liên lạc thẳng với các Quân khu, điều động các đơn vị, bổ nhiệm Tư lệnh vùng và ra lệnh trực tiếp hành quân. Bộ Tổng Tham mưu chỉ còn giữ vai trò tuân hành và thị chứng. Do đó, ông đã nhiều lần xin từ chức nhưng không được chấp thuận. Vì vậy ông chỉ có thể phản ứng bằng cách tiêu cực như trên.

## Gia đình
- Thân phụ: Cụ Cao Văn Tý (sinh năm 1900 tại Miền Bắc Việt Nam, nguyên là một thương nhân buôn bán tại Lào).
- Thân mẫu: Cụ Nguyễn Thị Võ
- Nhạc phụ: Cụ Trần Phong Ngàn (tự Hội đồng Ngàn)
- Nhạc mẫu: Cụ Từ Thị Thu
- Phu nhân: Bà Trần Thị Tạo (sinh năm 1925 tại Sóc Trăng, từ trần tại Mỹ)

Ông bà có 2 người con (1 trai, 1 gái):
Cao Anh Tuấn, Cao Thị Phương Lan (hiện nay bà là Giáo sư luật tại Hoa Kỳ và cũng là nhà văn với bút hiệu Lan Cao)